# Burlat (Kirsche)

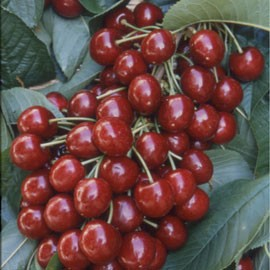
Burlat

Burlat, auch Bigarreau Burlat oder Hativ Burlat ist eine zu den Herzkirschen gehörende dunkelrote Sorte der Süßkirschen. Aufgrund ihrer sehr frühen Reife bei zugleich hohen Erträgen ist sie heute eine der wichtigsten Sorten im Erwerbsanbau.

## Herkunft
Die Sorte wurde 1915 vom Landwirt Leonardo Burlat als Zufallssämling im südfranzösischen Pierre-Bénite im Rhônetal aufgefunden.

## Frucht
Die Frucht ist mittelgroß bis groß, breitrundlich, manchmal auch länglich, in der Seitenansicht flach mit Beulen, eckig wirkend. Die weiche Haut ist in der Vollreife dunkelbraunrot, bei Halbreife dunkelrot. Das Fruchtfleisch ist dunkelrot, mittelfest, vollreif etwas weicher und in der Halbreife süß, vollreif vorwiegend süß, wenig Säure, mäßig aromatisch. Sie hat eine mittlere Platzfestigkeit. Der Stein ist mittelgroß, länglich-oval, stielseitig mit deutlichem Häkchen und Falten. Der Stiel ist mittellang, etwa 3,5 cm, grün, mit mittelgroßem Stielansatz. Sie reift leicht folgernd in der 1. bis 2. Kirschwoche, zu einer Zeit, in der meist noch keine Probleme mit der Kirschfruchtfliege auftreten.

## Baum
Der Baum wächst mittelstark bis stark mit schrägen, aufrechten Leitästen. Die Krone ist kugelig bis breitkugelig. Anfällig für Monilia und Schrotschuss. Er ist selbststeril und braucht einen Befruchtungspartner. Geeignet sind Kordia, Büttners Rote Knorpelkirsche, Große Prinzessin oder Hedelfinger. Er blüht mittelfrüh, zu Blühbeginn gemeinsam mit wenig (leicht rötlichem) Blattaustrieb. Der Ertrag ist hoch und regelmäßig.